# Iona (Vorname)
Iona ist ein Vorname, der vom Namen der Insel Iona der Inneren Hebriden zwischen Irland und Schottland abgeleitet ist und „die Geschützte“ bedeutet. Daher ist Iona vor allem in Irland, Schottland und englischsprachigen Ländern als weiblicher Vorname verbreitet. Iona oder in Schreibweise Iòna findet aber gelegentlich auch als männlicher Vorname Verwendung.
Darüber hinaus ist der Name im Albanischen, Altrömischen, Italienischen, Rumänischen und Neu- und Altgriechischen anzutreffen. Im Griechischen bedeutet Iona auch „purpurfarbenes Juwel“. 

## Namensträgerinnen
- Iona Brown (1941–2004), britische Violinistin und Dirigentin
- Iona Campagnolo (1932–2024), kanadische Politikerin
- Iona Dalli (* 1994), maltesische Sängerin
- Iona Morris (* 1957), US-amerikanische Synchronsprecherin und Schauspielerin